# Malemort-sur-Corrèze
Malemort-sur-Corrèze este o comună în departamentul Corrèze din centrul Franței. În 2009 avea o populație de 7.456 de locuitori.

## Evoluția populației
| An        | 1975  | 1982  | 1990  | 1999  | 2006  | 2009  |
| --------- | ----- | ----- | ----- | ----- | ----- | ----- |
| Populație | 4.706 | 6.020 | 6.484 | 6.535 | 6.929 | 7.456 |